# 凯策巴赫塔尔
凯策巴赫塔尔（德語：Ketzerbachtal，發音：[ˈkɛtsɐbaxˌtaːl]，意为“凯策河谷”）是德国萨克森州迈森县曾经的一个市镇，面积45.38平方公里，2013年12月31日人口为2,583人。2014年1月1日，凯策巴赫塔尔并入市镇诺森。